# Salmo 25
O Salmo 25 é o 25.º salmo do Livro dos Salmos, geralmente conhecido em português por seu décimo quarto versículo na Versão Almeida Corrigida Fiel: "O segredo do SENHOR é com aqueles que o temem; e ele lhes mostrará a sua aliança.". Na versão grega da Septuaginta da Bíblia e em sua tradução latina Vulgata, esse salmo é o Salmo 24 em um sistema de numeração ligeiramente diferente. Em latim, é conhecido como "Ad te Domine levavi animam meam". É descrito pela Bíblia de Jerusalém como um salmo de "súplica no perigo".
O salmo faz parte regular das liturgias judaica, católica, luterana, anglicana e protestante não conformista. Hinos métricos em inglês e alemão foram derivados do salmo, como "Zu dir, o Gott, erheben wir". O salmo foi frequentemente musicado. Orlando Gibbons compôs um hino em inglês, O Lord, I lift my heart to thee. Heinrich Schütz compôs uma configuração em alemão "Nach dir verlangt mich", como parte do Becker Psalter. Johann Sebastian Bach usou versos do salmo em sua cantata inicial, Nach dir, Herr, verlanget mich, BWV 150.

## Contexto e temas
Precedendo o Salmo 25, O. Palmer Robertson identifica uma sequência de cinco Salmos que contribuem pertinentemente para a narrativa do estabelecimento da dinastia do Rei Davi.
Os Salmos imediatamente anteriores são "A Cruz, o Cajado e a Coroa":
- A Cruz (Salmo 22): O Salmo 22 é frequentemente considerado como um Salmo Messiânico, descrevendo profeticamente o sofrimento e a crucificação de Jesus Cristo. A representação vívida da agonia e o apelo pela presença de Deus alinham-se com a narrativa da crucificação.
- O Cajado (Salmo 23): O Salmo 23, conhecido como Salmo do Pastor, muda para uma metáfora pastoral. Retrata Deus como o pastor atencioso, guiando e provendo Seu povo. O cajado, ou vara/bordão de pastor, simboliza orientação, cuidado e proteção.
- A Coroa (Salmo 24): O Salmo 24 enfatiza a realeza de Deus e Sua glória. Muitas vezes é visto como um Salmo de coroação, celebrando a entrada triunfante do Rei da Glória. O tema da soberania e realeza está relacionado à coroa.

No contexto dos Salmos acrósticos, os estudiosos, exemplificados por O. Palmer Robertson, os percebem como componentes de transição entre assuntos distintos. Além disso, esses Salmos acrósticos têm um propósito duplo, funcionando como ferramentas mnemônicas e instrumentos pedagógicos para transmitir instruções.
O Salmo 25:8 afirma a bondade e retidão inerentes do Senhor, elucidando assim Seu compromisso de instruir aqueles que transgridem no caminho da justiça. Após o Salmo 25, o fio temático relativo à instrução torna-se discernível, marcando um notável surgimento de termos associados ao ensino. Antes desta conjuntura no Salmo 25, o termo "ensinar" estava visivelmente ausente, um fenômeno que se estende até o Salmo 34.

## Texto
O Salmo 25 foi escrito originalmente na língua hebraica, e está dividido em 22 versículos.

### Versão da Bíblia Hebraica
O texto a seguir está relatado conforme o original da Bíblia Hebraica:
| Versículos | Hebraico                                                     |
| ---------- | ------------------------------------------------------------ |
| 1          | לְדָוִ֡ד אֵלֶ֥יךָ יְ֝הֹוָ֗ה נַפְשִׁ֥י אֶשָּֽׂא׃                                     |
| 2          | אֱֽלֹהַ֗י בְּךָ֣ בָ֭טַחְתִּי אַל־אֵב֑וֹשָׁה אַל־יַעַלְצ֖וּ אוֹיְבַ֣י לִֽי׃                    |
| 3          | גַּ֣ם כׇּל־קֹ֭וֶיךָ לֹ֣א יֵבֹ֑שׁוּ יֵ֝בֹ֗שׁוּ הַבּוֹגְדִ֥ים רֵיקָֽם׃                        |
| 4          | דְּרָכֶ֣יךָ יְ֭הֹוָה הוֹדִיעֵ֑נִי אֹ֖רְחוֹתֶ֣יךָ לַמְּדֵֽנִי׃                            |
| 5          | הַדְרִ֘יכֵ֤נִי בַאֲמִתֶּ֨ךָ ׀ וְֽלַמְּדֵ֗נִי כִּֽי־אַ֭תָּה אֱלֹהֵ֣י יִשְׁעִ֑י אוֹתְךָ֥ קִ֝וִּ֗יתִי כׇּל־הַיּֽוֹם׃  |
| 6          | זְכֹר־רַחֲמֶ֣יךָ יְ֭הֹוָה וַחֲסָדֶ֑יךָ כִּ֖י מֵעוֹלָ֣ם הֵֽמָּה׃                          |
| 7          | חַטֹּ֤אות נְעוּרַ֨י ׀ וּפְשָׁעַ֗י אַל־תִּ֫זְכֹּ֥ר כְּחַסְדְּךָ֥ זְכׇר־לִי־אַ֑תָּה לְמַ֖עַן טוּבְךָ֣ יְהֹוָֽה׃ |
| 8          | טוֹב־וְיָשָׁ֥ר יְהֹוָ֑ה עַל־כֵּ֤ן יוֹרֶ֖ה חַטָּאִ֣ים בַּדָּֽרֶךְ׃                         |
| 9          | יַדְרֵ֣ךְ עֲ֭נָוִים בַּמִּשְׁפָּ֑ט וִילַמֵּ֖ד עֲנָוִ֣ים דַּרְכּֽוֹ׃                           |
| 10         | כׇּל־אׇרְח֣וֹת יְ֭הֹוָה חֶ֣סֶד וֶאֱמֶ֑ת לְנֹצְרֵ֥י בְ֝רִית֗וֹ וְעֵדֹתָֽיו׃                   |
| 11         | לְמַֽעַן־שִׁמְךָ֥ יְהֹוָ֑ה וְֽסָלַחְתָּ֥ לַ֝עֲוֺנִ֗י כִּ֣י רַב־הֽוּא׃                         |
| 12         | מִי־זֶ֣ה הָ֭אִישׁ יְרֵ֣א יְהֹוָ֑ה י֝וֹרֶ֗נּוּ בְּדֶ֣רֶךְ יִבְחָֽר׃                         |
| 13         | נַ֭פְשׁוֹ בְּט֣וֹב תָּלִ֑ין וְ֝זַרְע֗וֹ יִ֣ירַשׁ אָֽרֶץ׃                               |
| 14         | ס֣וֹד יְ֭הֹוָה לִירֵאָ֑יו וּ֝בְרִית֗וֹ לְהוֹדִיעָֽם׃                              |
| 15         | עֵינַ֣י תָּ֭מִיד אֶל־יְהֹוָ֑ה כִּ֤י הֽוּא־יוֹצִ֖יא מֵרֶ֣שֶׁת רַגְלָֽי׃                    |
| 16         | פְּנֵה־אֵלַ֥י וְחׇנֵּ֑נִי כִּֽי־יָחִ֖יד וְעָנִ֣י אָֽנִי׃                              |
| 17         | צָר֣וֹת לְבָבִ֣י הִרְחִ֑יבוּ מִ֝מְּצוּקוֹתַ֗י הוֹצִיאֵֽנִי׃                           |
| 18         | רְאֵ֣ה עׇ֭נְיִי וַעֲמָלִ֑י וְ֝שָׂ֗א לְכׇל־חַטֹּאותָֽי׃                               |
| 19         | רְאֵֽה־אֹיְבַ֥י כִּי־רָ֑בּוּ וְשִׂנְאַ֖ת חָמָ֣ס שְׂנֵאֽוּנִי׃                            |
| 20         | שׇׁמְרָ֣ה נַ֭פְשִׁי וְהַצִּילֵ֑נִי אַל־אֵ֝ב֗וֹשׁ כִּֽי־חָסִ֥יתִי בָֽךְ׃                       |
| 21         | תֹּם־וָיֹ֥שֶׁר יִצְּר֑וּנִי כִּ֝֗י קִוִּיתִֽיךָ׃                                    |
| 22         | פְּדֵ֣ה אֱ֭לֹהִים אֶת־יִשְׂרָאֵ֑ל מִ֝כֹּ֗ל צָרוֹתָֽיו׃                               |

Este salmo tem uma forte relação formal com o Salmo 34. Ambos são acrósticos alfabéticos, faltando em cada um o versículo Vau, que foi adicionado um versículo ao Pê, uma oração de libertação de Israel. Como acróstico, os versículos do salmo são organizados de acordo com o alfabeto hebraico, com exceção das letras Bete, Vau e Cofe que juntas, segundo intérpretes judeus, faziam referência à palavra gehinom (inferno).

### Versão Almeida Corrigida Fiel
O texto a seguir está relatado conforme a versão Almeida Corrigida Fiel:
1. A ti, SENHOR, levanto a minha alma.
2. Deus meu, em ti confio, não me deixes confundido, nem que os meus inimigos triunfem sobre mim.
3. Na verdade, não serão confundidos os que esperam em ti; confundidos serão os que transgridem sem causa.
4. Faze-me saber os teus caminhos, SENHOR; ensina-me as tuas veredas.
5. Guia-me na tua verdade, e ensina-me, pois tu és o Deus da minha salvação; por ti estou esperando todo o dia.
6. Lembra-te, SENHOR, das tuas misericórdias e das tuas benignidades, porque são desde a eternidade.
7. Não te lembres dos pecados da minha mocidade, nem das minhas transgressões; mas segundo a tua misericórdia, lembra-te de mim, por tua bondade, SENHOR.
8. Bom e reto é o SENHOR; por isso ensinará o caminho aos pecadores.
9. Guiará os mansos em justiça e aos mansos ensinará o seu caminho.
10. Todas as veredas do SENHOR são misericórdia e verdade para aqueles que guardam a sua aliança e os seus testemunhos.
11. Por amor do teu nome, SENHOR, perdoa a minha iniqüidade, pois é grande.
12. Qual é o homem que teme ao SENHOR? Ele o ensinará no caminho que deve escolher.
13. A sua alma pousará no bem, e a sua semente herdará a terra.
14. O segredo do SENHOR é com aqueles que o temem; e ele lhes mostrará a sua aliança.
15. Os meus olhos estão continuamente no SENHOR, pois ele tirará os meus pés da rede.
16. Olha para mim, e tem piedade de mim, porque estou solitário e aflito.
17. As ânsias do meu coração se têm multiplicado; tira-me dos meus apertos.
18. Olha para a minha aflição e para a minha dor, e perdoa todos os meus pecados.
19. Olha para os meus inimigos, pois se vão multiplicando e me odeiam com ódio cruel.
20. Guarda a minha alma, e livra-me; não me deixes confundido, porquanto confio em ti.
21. Guardem-me a sinceridade e a retidão, porquanto espero em ti.
22. Redime, ó Deus, a Israel de todas as suas angústias.

## Estrutura
O salmo está dividido em três partes.
Na primeira parte do salmo, Davi:
1. Professa seu desejo para com Deus:
2. Professa sua dependência de Deus
3. Implora direção de Deus
4. Professa a infinita misericórdia de Deus.

Na parte intermediária, ele aborda suas próprias iniqüidades;
Na parte final, ele alega:
1. A Misericórdia de Deus:
2. Sua própria miséria, angústia, aflição e dor.
3. A iniqüidade de seus inimigos e a libertação deles.
4. Sua própria integridade.

## Autoria e data
Por seu cabeçalho ("De Davi", conforme múltiplas versões, como a Almeida Revista e Atualizada) este salmo é atribuído ao Rei Davi. No Comentário Crítico Internacional, Charles e Emilie Briggs datam este salmo do "período persa anterior a Neemias", isto é, entre cerca de 539 e 445 a.C.
O pregador batista do século XIX, Charles Spurgeon, afirma que "é evidentemente uma composição dos últimos dias de Davi, pois ele menciona os pecados de sua juventude, e pelas dolorosas referências à astúcia e crueldade de seus muitos inimigos; não será muito especulativo uma teoria para referi-lo ao período em que Absalão liderava a grande rebelião contra ele."

## Usos

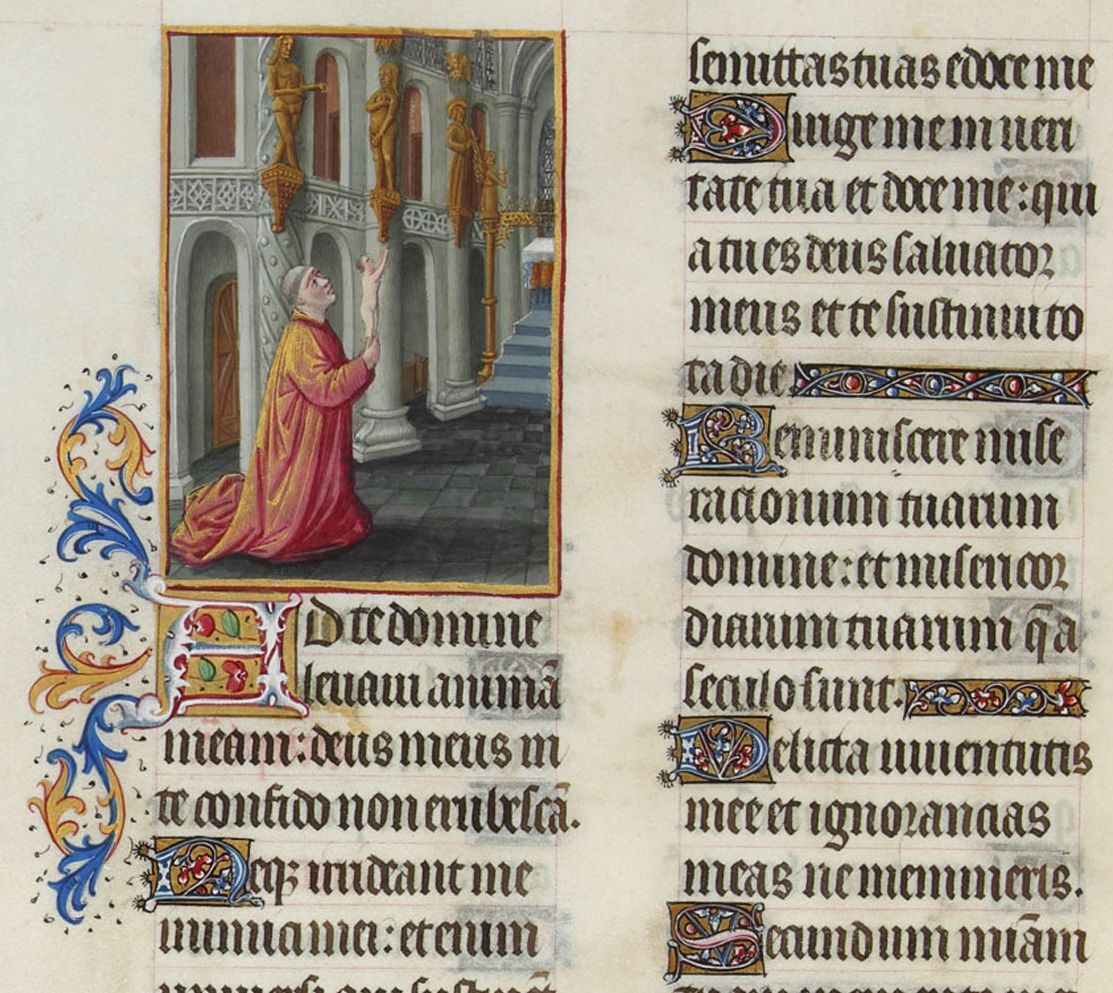
Salmo 25 em Les très riches heures du duc de Berry, Fólio 91v - Salmo XXIV (Vulgata) no Museu Condé, Chantilly.

### Judaísmo
- O salmo é recitado como parte do tachanun no rito sefardita, no rito italiano e em algumas comunidades chassídicas (incluindo a Chabad Lubavitch).[18]
- O versículo 6 é o terceiro verso de V'hu Rachum em Pesukei dezimra,[19] parte do parágrafo de abertura do longo Tachanun recitado às segundas e quintas-feiras,[20] e parte do parágrafo final do Tachanun regular.[21]

### Igreja Católica
Este salmo é caracterizado pela confiança de Davi, o rei penitente. É por isso que, a partir do século VI, a Igreja inicia o primeiro domingo do Advento com os primeiros versos dele cantados, nomeadamente o Intróito em romano antigo e gregoriano, enquanto se aguarda a Natividade.

### Igreja Ortodoxa Oriental
Na Igreja Ortodoxa Oriental, o Salmo 24 (Salmo 25 no Texto Massorético) é lido diariamente na Hora Terça e nas Grandes Completas. Faz parte da quarta divisão Catisma do Saltério, lido nas Matinas nas manhãs de segunda-feira, bem como nas quartas-feiras durante a Quaresma na Hora Sexta.

### Livro de Oração Comum
No Livro de Oração Comum da Igreja da Inglaterra, este salmo é designado para ser lido na manhã do quinto dia do mês.

### Cristianismo Protestante
Uma pesquisa com organistas da denominação Reformada Neerlandesa (de maio de 2000 a maio de 2001) revelou que o Salmo 25 é o terceiro Salmo mais cantado nos cultos reformados. Apenas o Salmo 119 e o Salmo 89 são cantados com mais frequência.

## Configurações musicais
Os hinos derivados do Salmo 25 incluem "Zu dir, o Gott, erheben wir" de Heinrich Bone, publicado em 1851.
Orlando Gibbons compôs um hino de cinco partes em inglês, O Lord, I lift my heart to thee. Heinrich Schütz compôs uma configuração de texto alemão medido, "Nach dir verlangt mich", SWV 122, como parte do Saltério de Becker (Becker Psalter). Johann Sebastian Bach compôs uma cantata inicial, Nach dir, Herr, verlanget mich, BWV 150, que alterna versos do Salmo 25 e poesia de um libretista desconhecido. O compositor tcheco Antonín Dvořák musicou os versos 16–18 e 20 em suas Canções Bíblicas (1894). A compositora alemã Lili Wieruszowski (1899–1971) também musicou o Salmo 25.